# Valle di Vrata
La valle di Vrata (in sloveno Dolina Vrata) è una valle delle Alpi Giulie situata nella regione dell'Alta Carniola all'interno del parco nazionale del Tricorno.

## Descrizione
La valle inizia nell'insediamento di Mojstrana e si estende fino ai piedi del Monte Tricorno, si tratta della valle glaciale più estesa del nord delle Alpi Giulie. All'interno della valle ci sono le cascate Peričnik. Si trova interamente nel parco nazionale del Tricorno. Accanto si trova la valle di Kot.